# ولادیسلاو رادیموف
ولادیسلاو رادیموف (روسی: Владисла́в Никола́евич Ради́мов؛ IPA: [vlədʲɪˈslaf nʲɪkɐˈlaɪvʲɪtɕ rɐˈdʲiməf]؛ زادهٔ ۲۶ نوامبر ۱۹۷۵) بازیکن فوتبال اهل روسیه است.
از باشگاه‌هایی که در آن بازی کرده‌است می‌توان به باشگاه فوتبال دینامو مسکو، باشگاه فوتبال لفسکی صوفیه، باشگاه فوتبال زنیت سن پترزبورگ، باشگاه فوتبال زسکا مسکو، باشگاه فوتبال رئال ساراگوسا، و باشگاه فوتبال کریلیا سووتوف سامارا اشاره کرد.
وی همچنین در تیم ملی فوتبال روسیه بازی کرده‌است.